# Herbie Rides Again
Herbie Rides Again (br As Novas Aventuras do Fusca; pt Herbie, um Carocha dos Diabos) é um filme estadunidense da Walt Disney Pictures lançado em 1974, dirigido por Robert Stevenson. É o segundo filme com Herbie, um Fusca de corrida de 1963 com mente própria. A série continuaria em 1977 com Herbie Goes to Monte Carlo. No elenco está Keenan Wynn que repete o papel do vilão Alonzo Hawk que apareceu nos filmes The Absent-Minded Professor e Son of Flubber.

## Elenco
- Helen Hayes...Senhora Steinmetz
- Ken Berry .... Willoughby Whitfield
- Stefanie Powers.... Nicole Harris Whitfield
- John McIntire.... Senhor Judson
- Keenan Wynn .... Alonzo Hawk
- Huntz Hall .... Juiz
- Ivor Barry .... Chofer
- Vito Scotti .... Motorista de táxi
- Liam Dunn .... Doutor
- Elaine Devry .... Secretária
- Chuck McCann .... Loostgarten

## Quadrinhos
Como outros filmes da Disney, houve uma adaptação para os quadrinhos  com desenhos de Dan Spiegle.